# Хімічна енергія
Хімічна енергія — загальний термін, яким визначають ту частину енергії зв'язку молекул, яку можна перетворити в інші види енергії за допомогою хімічних реакцій і використати. Хімічна енергія може бути перетворена або на тепло, наприклад через горіння, або в електричну енергію, скажімо, в гальванічних елементах. Іноді, хімічні реакції супроводжуються світінням, тож частина хімічної енергії в них перетворюється на світлову. Хімічна енергія горючих корисних копалин — один із основних видів енергії, що його використовує людство на сучасному щаблі розвитку.
Термін хімічна енергія не є чітко визначеним. Він вживається для загального окреслення виду енергії. У фізиці й хімії для проведення розрахунків застосовують точніші терміни, наприклад, теплота згоряння у фізиці, або ентальпія хімічної реакції у хімії. Точні визначення, охоплюють також особливості умов хімічної реакції, в якій виділяється енергія. Наприклад, якщо хімічні реакції відбуваються при постійному тиску, то зручно використовувати термодинамічний потенціал ентальпію, яка добре характеризує ізобаричні процеси.
Інакше, хімічна енергія — це енергія хімічних речовин, яка виділяється, коли речовини вступають у хімічну реакцію та перетворюються на інші речовини. Деякими прикладами засобів зберігання хімічної енергії, є електричні батареї, їжа, бензин, сірник, тощо. Розрив і відновлення хімічних зв'язків вимагає енергії, яка може бути поглинена хімічною системою, або виділена з неї. Якщо реагенти з відносно слабкими електронними парними зв'язками, перетворюються на речовини з більш міцними зв'язками, енергія вивільняється. Отож відносно слабко зв'язані та нестабільні молекули, накопичують хімічну енергію.
Зміна внутрішньої енергії хімічного процесу дорівнює теплообміну, якщо це вимірюється за умов незмінного об'єму й однакових початкової та кінцевої температур, як от у закритому вмістищі. Однак за умов постійного тиску, стосовно реакцій у посудинах відкритих для атмосфери, виміряна зміна тепла, не завжди дорівнює зміні внутрішньої енергії, оскільки робота тиску й об'єму також виділяє або поглинає енергію.
Хімічна передбачувана енергія — це різновид потенційної енергії, яка пов'язана зі структурним розташуванням атомів або молекул. Таке відносне їхнє розміщення, може бути наслідком хімічних зв'язків усередині молекули, або взаємодії між ними. Наприклад, зелені рослини перетворюють сонячну енергію на хімічну (здебільшого кисень) за допомогою явища фотосинтезу, а електричну енергію можна перетворити на хімічну енергію, та навпаки (акумулятор), за допомогою електрохімічних реакцій.